# 英國天然氣
英國天然氣（British Gas）是一家英國能源公司，為森特理克的子公司。該公司為英國超過兩百萬的家庭提供著水電服務，是最大的英國能源供給商，被認為是英國六大能源公司之一。
該公司的歷史可以追溯到1812年成立的煤氣燈和焦炭公司（Gas Light and Coke Company），是世界上最早的公用事業公司之一，創始人為德國人弗雷德里克·艾伯特·溫莎。1812年8月30日獲得喬治三世的皇家認證。根據柴契爾夫人的1986年天然氣法案（Gas Act 1986），該公司實施私有化。1997年英國天然氣公眾有限公司（British Gas plc）分裂，變成單獨的BG集團及其他零散部門，後者轉移到森特理克旗下，形成現在的英國天然氣。

## 擴展閱讀
- Brady, Robert A. . University of California Press. 1950., on nationalization 1945-50, pp 132–82

## 外部連結
- 官方网站